# Madargaon, Homnabad
Madargaon là một làng thuộc tehsil Homnabad, huyện Bidar, bang Karnataka, Ấn Độ.